# Dolnji Slaveči
Dolnji Slaveči este o localitate din comuna Grad, Slovenia, cu o populație de 416 locuitori.